# 澳洲动物园
澳洲动物园（英語：Australia Zoo）是位于澳洲昆士兰州阳光海岸的玻璃屋山群附近的一个动物园，占地76英亩。1970年由史帝夫·厄文的父母建立，现为史蒂夫的遗孀特里·厄文所拥有。动物园内有鳄鱼、無尾熊、袋鼠、袋熊、袋獾、蛇、老虎、豹、亚洲象等动物。每日有定时段表演，最精彩的是13:15在体育场的演出。门票64.95澳元（成人）。

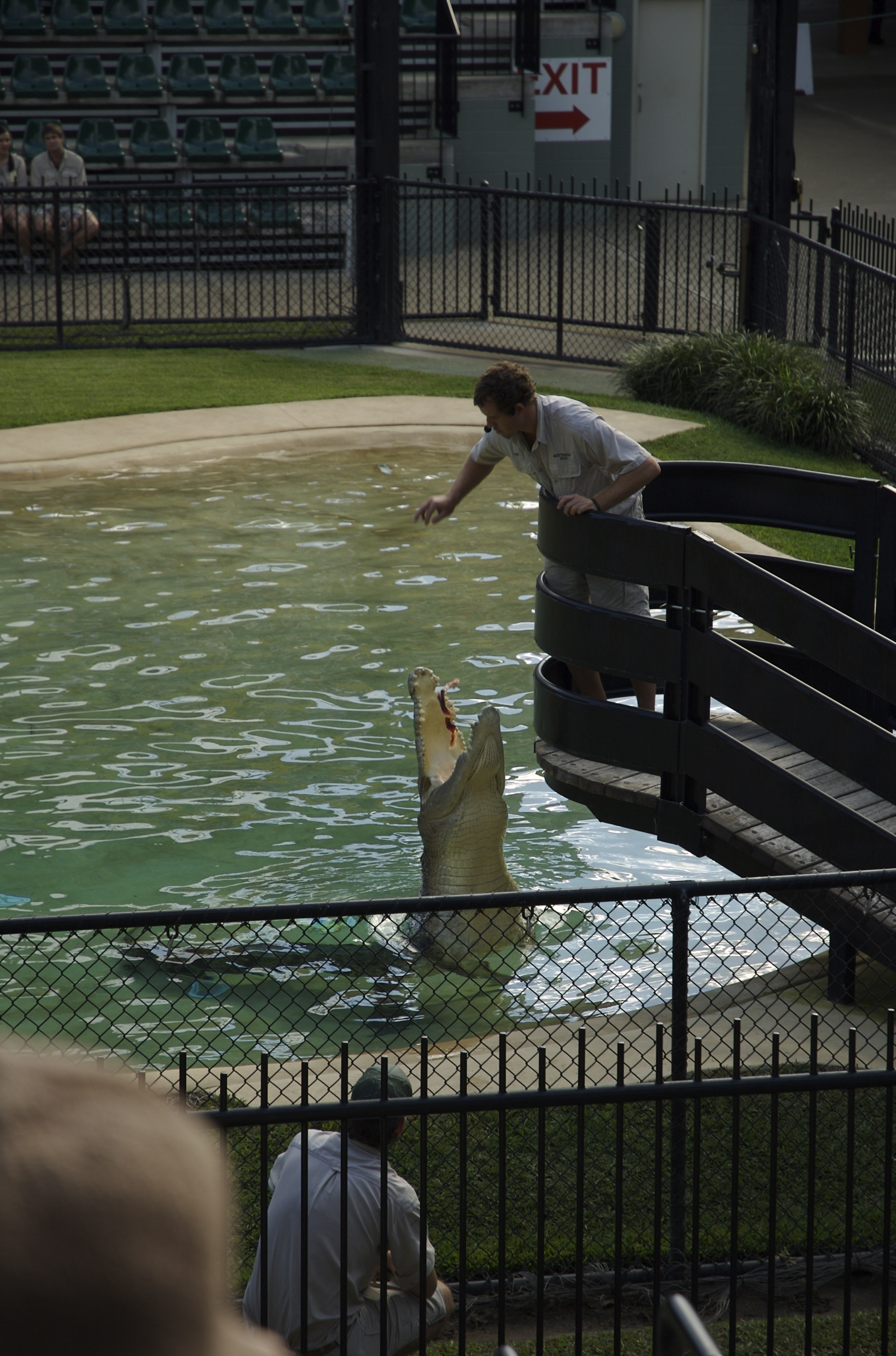
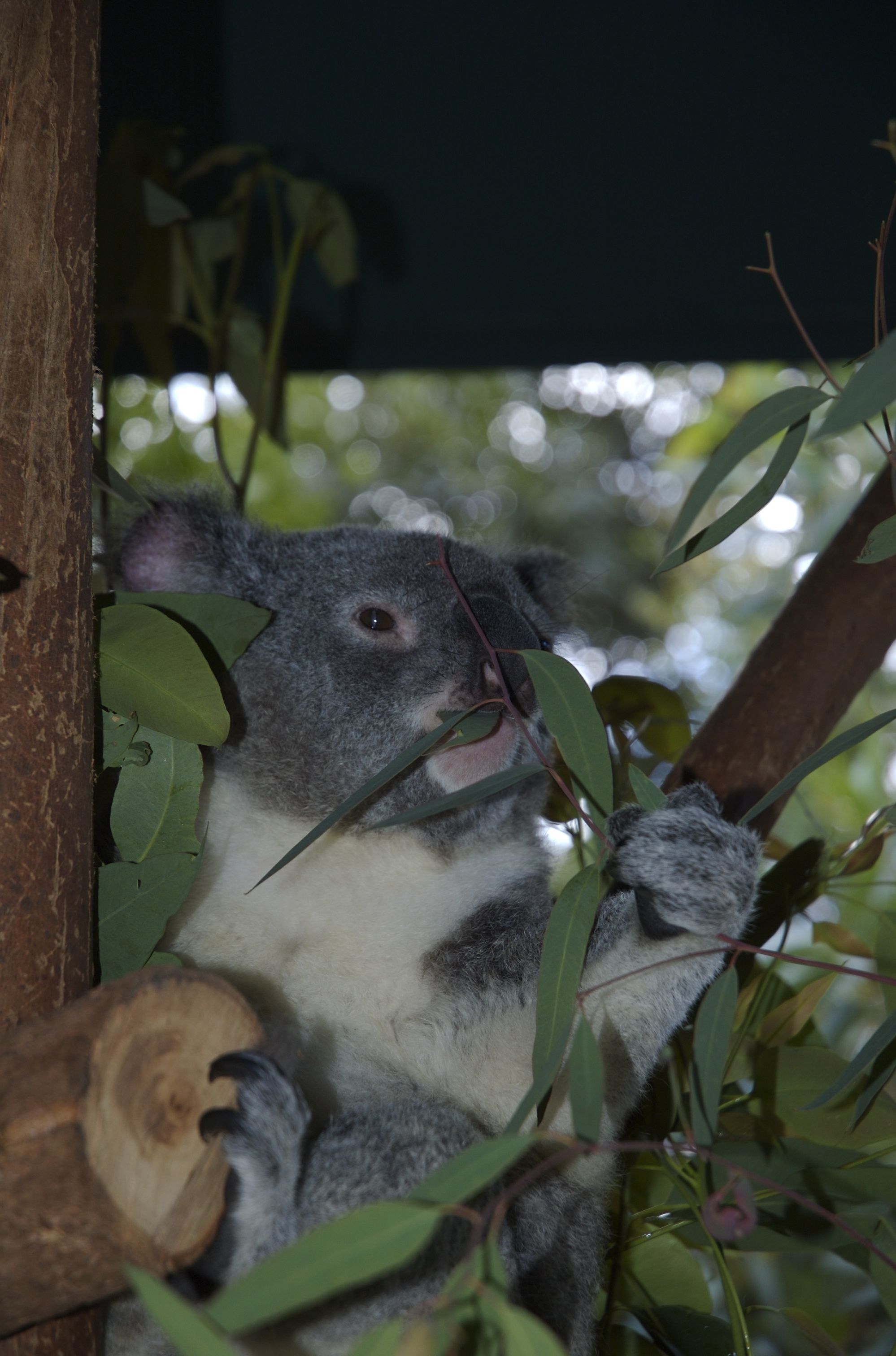
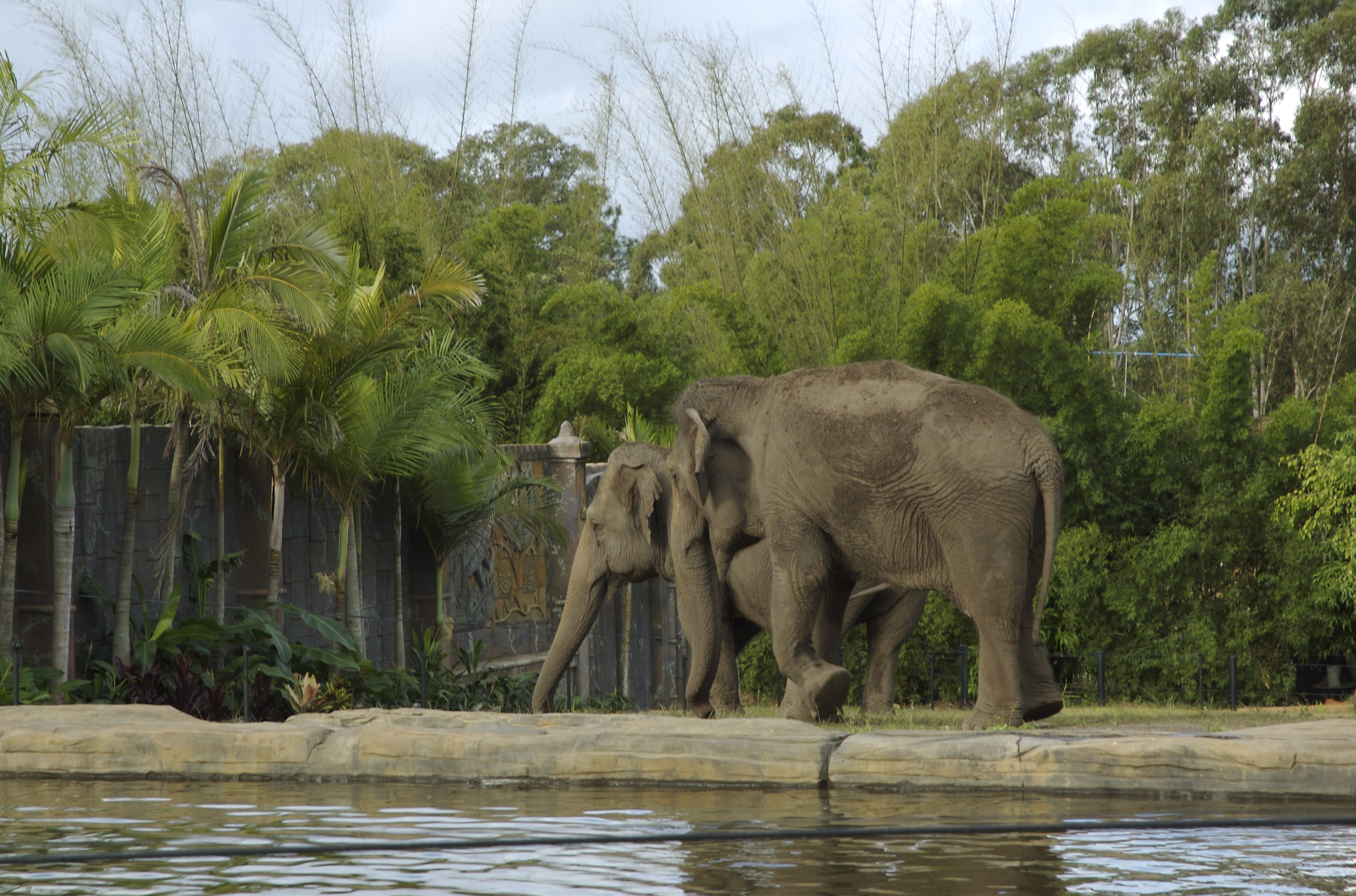
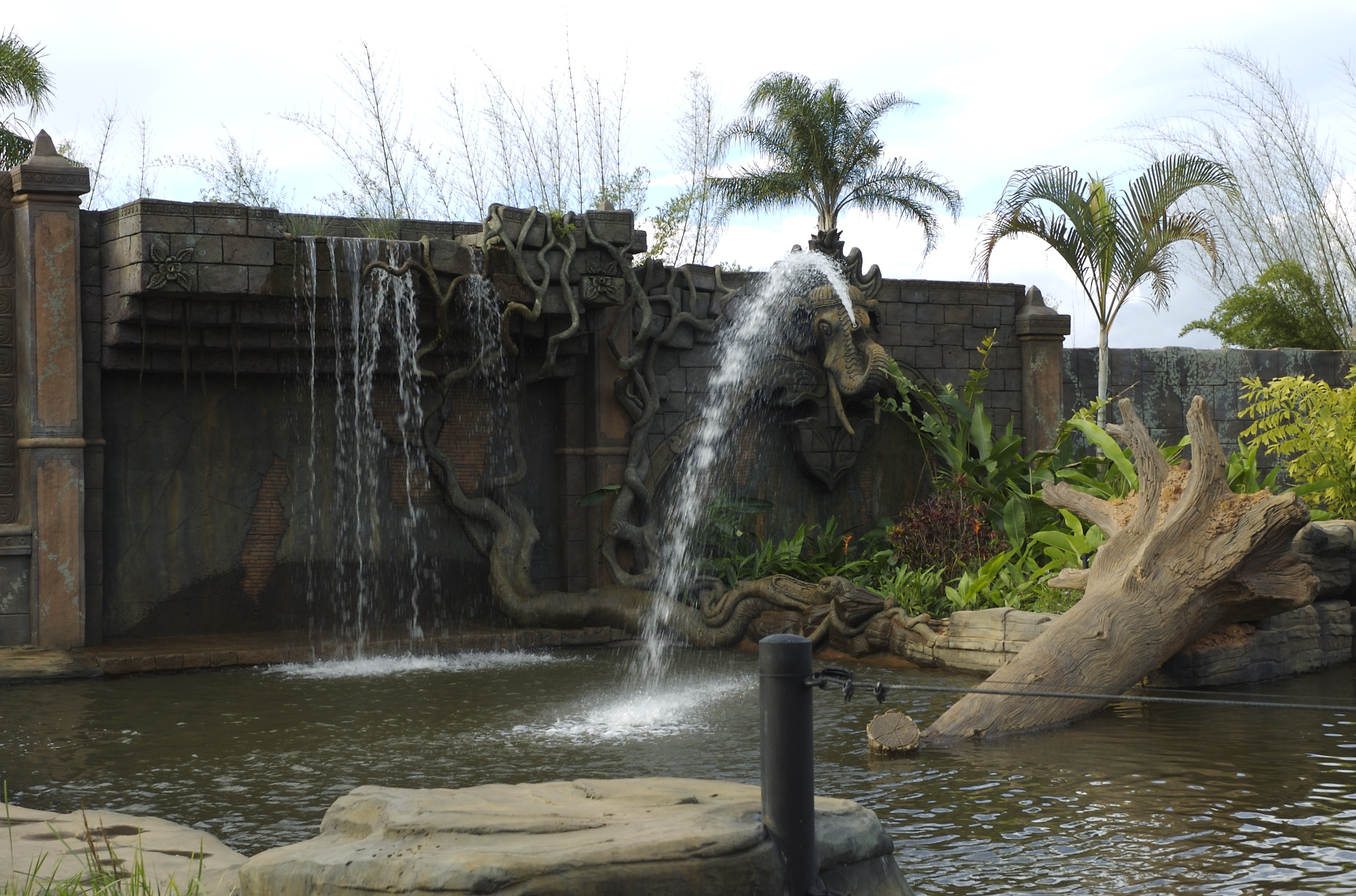
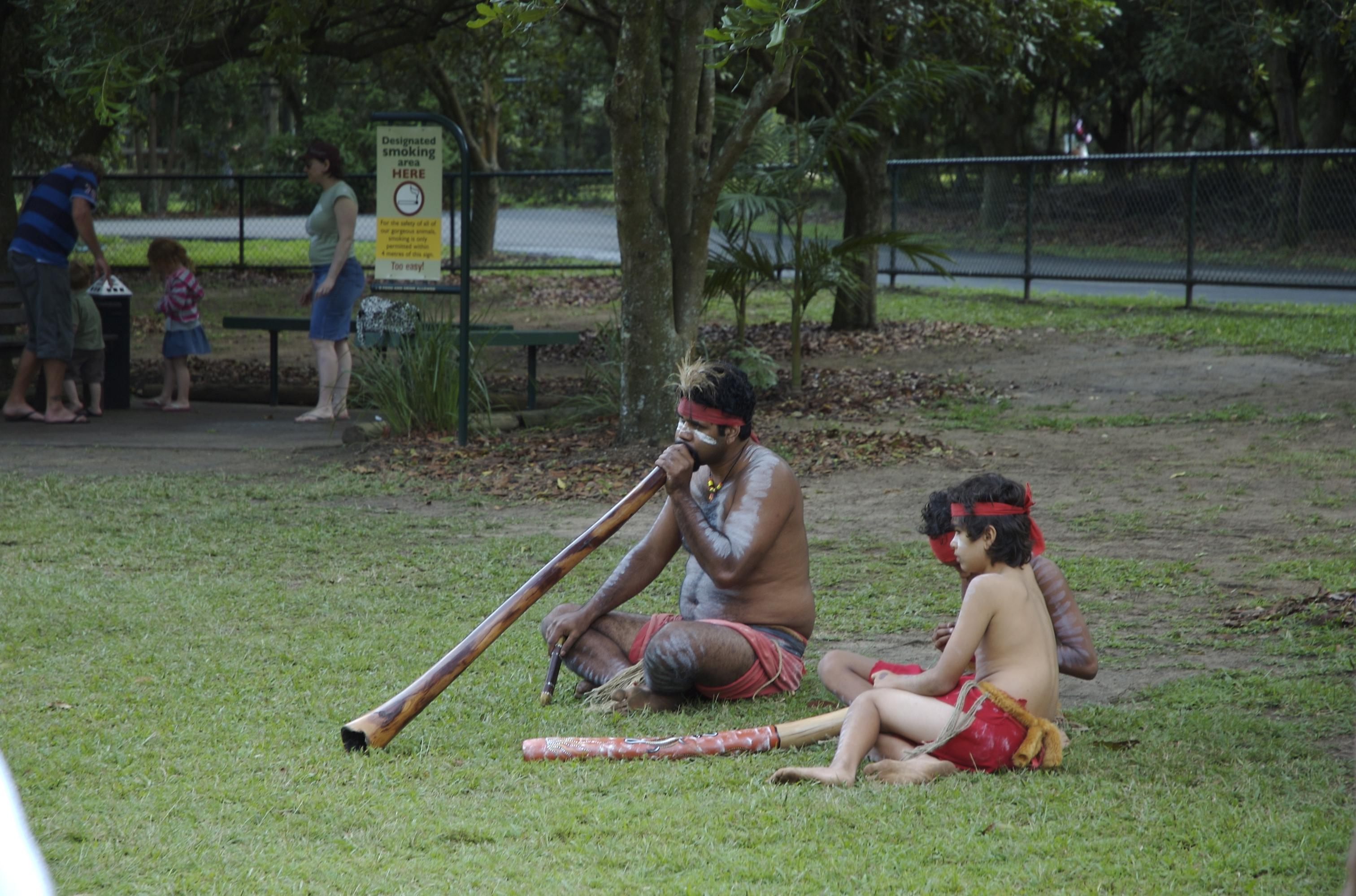
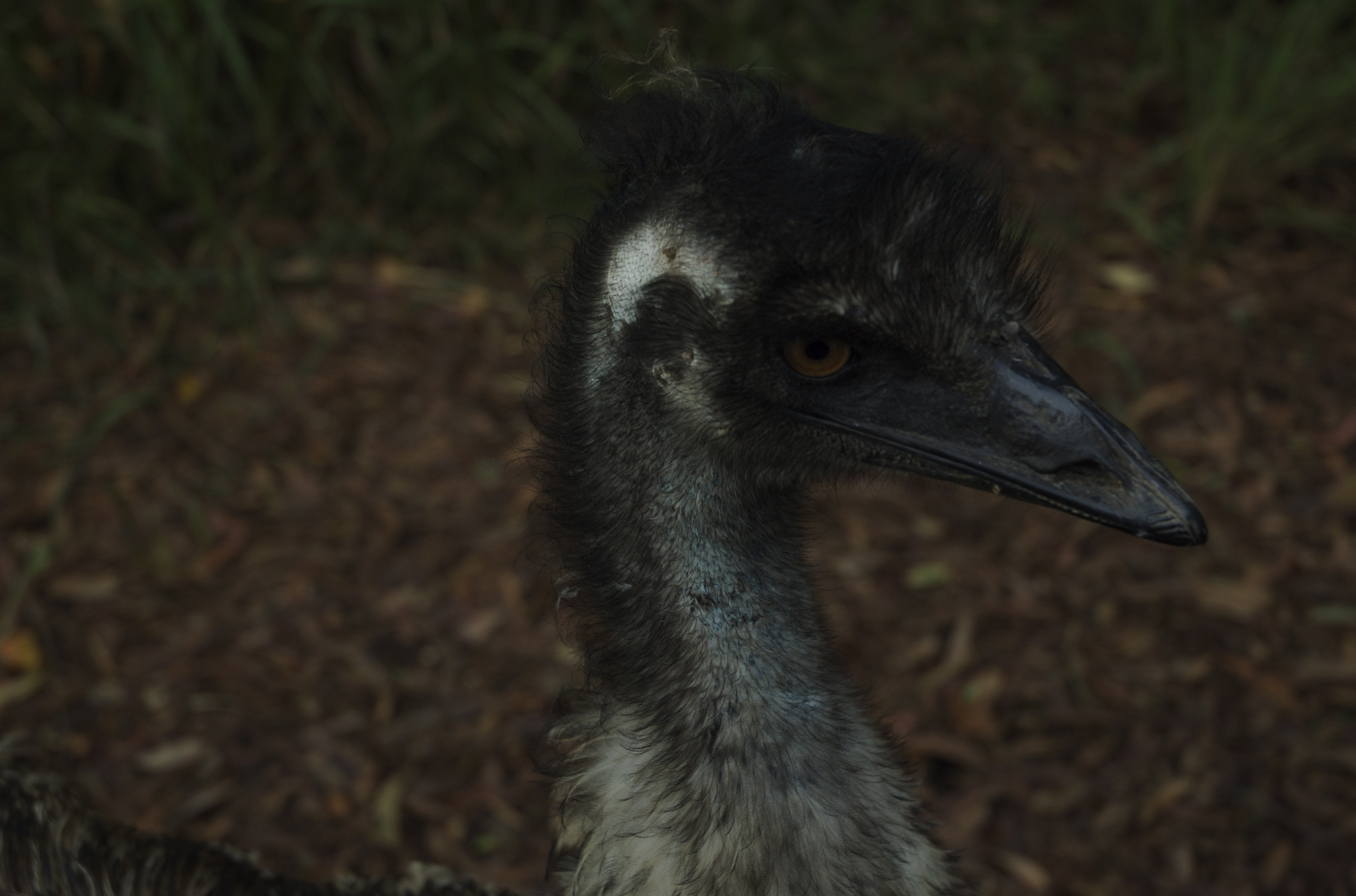